# بانک ملی آماریلو
بانک ملی آماریلو (به انگلیسی: Amarillo National Bank) (به اختصار: ANB) بزرگترین بانک خانوادگی در ایالات متحده است که به ارائه خدمات بانک تجاری و بانکداری خرد در آماریلو، تگزاس می‌پردازد. بانک ملی آماریلو دارای ۱۹ شعبه در شهرهای آماریلو، بورگر و لاباک و همچنین ۹۴ خودپرداز در سطح شهر می‌باشد. در پایان سه ماهه دوم سال ۲۰۱۴ دارایی بانک بیش از ۳٫۸ میلیارد دلار اعلام شده‌است.از اکتبر ۲۰۱۳، بانک ملی آماریلو ۵۵۰ نفر را استخدام کرده‌است.

این بانک در دو ساختمان بلند در مرکز شهر آماریلو قرار دارد.
بانک ملی آماریلو به دلیل استفاده از ماشین سخنگو برای نخستین بار در تگزاس (۱۹۷۸) معروف است.
از سه ماهه اول سال ۲۰۱۴، بانک ملی آماریلو به عنوان شانزدهمین وام دهنده کشاورزی در این کشور رتبه بندی شده و ۲۵ درصد از وام‌های آن بر کشاورزی اختصاص داده شده‌است. این بانک بزرگترین وام دهنده در تگزاس است.

در طول فصل کریسمس بانک ملی آماریلو اجازه می‌دهد تا هر یک از کارکنان خود یک چک ۱۰۰ دلاری را برای هر خیریه‌ای به انتخاب خود تعیین کنند. او ادعا کرده‌است که ۱٫۵ میلیون دلار به بیش از ۲۱۶ سازمان خیریه محلی در سال ۲۰۱۳ داده است. علاوه بر این، این بانک به شدت در آموزش مالی ساکنان تگزاس با برنامه هوشمند و در آموزش ملی کودکان برای صرفه‌جویی شرکت می‌کند. در سال ۲۰۱۰ بانک ملی آماریلو یک بنگاه املاک با نام "چرخش عنوان" را باز کرد.

## تاریخچه
این بانک در سال ۱۸۹۲ به عنوان اولین بانک ملی آماریلو در خیابان چهارم و خیابان پولیک افتتاح شد. بنجامین تالیافررو دامدار محلی، یکی از اولین مهاجران منطقه به عنوان معاون رئیس بانک ملی اول در سال ۱۸۹۵ تبدیل شد تا زمانی که در سال ۱۸۹۹ به فورت وورث، تگزاس رفت. تالیافررو در سال ۱۹۰۰ بازگشت و بانک را خرید. او تا سال ۱۹۰۶ زمانی که سهام خود را فروخت و بانک غربی را بنیان نهاد در آن بانک کار می‌کرد. در سال ۱۹۰۹ تالیافررو با خریداری بانک آماریلو و ادغام آن با بانک غربی، بانک ملی آماریلو را تشکیل داد. این بانک متعلق به اعضای خانواده وی است که تا کنون از آن استفاده می‌کنند.

## مالکان
صاحبان فعلی بانک ملی آماریلو نسل چهارم و پنجم خانواده بنجامین تالیافررو را هستند. رئیس بانک ریچارد تالیافررو از سال ۱۹۸۲ بوده‌است. پسرانش پت و ویلیام در سال ۲۰۰۸ در هیئت مدیره بانک ملی آماریلو انتخاب شدند.